# Estat de Bombai
L'Estat de Bombai fou un estat de l'Índia que va existir fins a la seva partició segons criteris lingüístics en els dos estats de Maharashtra i Gujarat (1 de maig de 1960).
La superfície de l'estat era de 494.358 km² i la població de 48.264.622 (estimació del 1956 segons el cens de 1951). El 1951 parlaven urdú a l'estat el 5,5% de la població.

## Història
Aquest estat va derivar de l'antiga presidència de Bombai, una entitat creada sota domini britànic. El 1937 la presidència va agafar el nom de Província de Bombai. L'agost de 1947 amb la independència, els principats indígenes de Gujarat i Dècan foren incorporats a la província que fou reanomenada Estat de Bombai. L'1 de novembre de 1956 es va produir una reorganització administrativa i hi foren incorporats els territoris de llengua marathí de Marathwada abans dependents de l'Estat de Hyderabad, de Vidarbha, abans a Madhya Pradesh, i de Saurashtra i Kutč. mentre l'extrem sud, de llengua kannada, fou incorporat a Karnataka. L'estat va conservar el nom però fou anomenat sovint com Maha Dwibhashi Rajya, el "Gran estat bilingüe".
Van sorgir moviments per la separació entre gujaratis i marathis: el Mahagujarat dirigit per Shri Indubhai Yagnik fou el principal a Gujarat. A territori de llengua marathí la reclamació va esdevenir violenta, i l'1 de maig de 1960 es va decidir separar l'estat en dos: Maharashtra i Gujarat.

## Ministres i governadors
El ministres en cap de l'estat, tots del Partit del Congrés, foren:
- Bal Gangadhar Kher (1888-1957) 15 d'agost de 1947 a 21 d'abril de 1952
- Morarji Desai (1896 - 1995) 21 d'abril de 1952 a 1 de novembre de 1956
- Yeshwantrao Balwantrao Chavan (1913 - 19??) 1 de novembre de 1956 a 1 de maig de 1960

Els governadors foren:
- David John Colville baró de Clydesmuir (1894 - 1954) 15 d'agost de 1947 - 6 de gener de 1948
- Raja Maharaj Singh (1878 - 1959) 6 de gener de 1948 - 30 de maig de 1952
- Sir Girja Shankar Bajpai (1891 - 1954) 30 de maig de 1952 - 5 de desembre de 1954
- Mangaldas Mancharam Pakvasa (1882 - 19??) 5 de desembre de 1954 - 1 de març de 1955
- Harekrushna Mahatab (1899 - 1987) 1 de març de 1955 - 14 d'octubre de 1956
- Mohomedali Currim Chagla (1900 - 1981) 14 d'octubre de 1956 - 10 de desembre de 1956
- Sri Prakasa (1890 - 1971) 10 de desembre de 1956 - 1 de maig de 1960